# Новооболонь
Новооболонь — деревня в Горьковском районе Омской области, входящая в Октябрьское сельское поселение. 

## История
Основана в 1893 году. В 1928 году состояла из 81 хозяйства, основное население — украинцы. Центр Ново-Оболоньского сельсовета Бородинского района Омского округа Сибирского края.

## Население
| 2002 | 2010 | 2021 |
| ---- | ---- | ---- |
| 301  | ↘206 | ↘156 |